# Jukka Ikäläinen
Jukka Ikäläinen (14 de março de 1957) é um futebolista finlandês que já atuou no Kemin Pallotoverit-85, GIF Sundsvall, Örgryte IS, Kiruna FF, Kemin Palloseura, e na Seleção Finlandesa de Futebol. Ikäläinen também foi treinador da Seleção Finlandesa de Futebol, Seleção Finlandesa de Futebol sub-21, Vaasan Palloseura, PS Kemi Kings, Örgryte IS, RoPS, e no PS Kemi Kings. 